# Manannan Mac Lir
 (mars 2021).
Si vous disposez d'ouvrages ou d'articles de référence ou si vous connaissez des sites web de qualité traitant du thème abordé ici, merci de compléter l'article en donnant les références utiles à sa vérifiabilité et en les liant à la section « Notes et références ».
Dans la mythologie celtique irlandaise, Manannan Mac Lir (littéralement le Mannois fils de Ler ; Ler au nominatif, Lir au génitif, étant l’Océan), est un dieu souverain d'un aspect de l’Autre Monde celtique, le Sidh. Il en est le régisseur et maître, et à ce titre, il fournit aux autres dieux les cochons fabuleux servis au Festin d’immortalité.
« Le Mannois fils d’Océan », dieu gaélique. Sur l’île de Man il est Manannan beg mac y Leirr. Son premier nom est O(i)rbsen (gén. de *Oirbsiu). Son équivalent gallois est Manawydan Fab Llyr (écrit par erreur Manawyddan Fab Llyr, cf. I. Williams, Bulletin of the Board of Celtic Studies 3, 49.)

## Mythologie
Il n'appartient pas aux Tuatha dé Danann (gens de la déesse Dana) bien qu'il ait des affinités avec eux, y compris dans sa généalogie. Loin de leur société et de leurs démêlés politiques, il est avant tout une ancienne puissance de la cosmologie. Sa fonction  est celle d'un souverain bienveillant et lumineux de l'Autre Monde transmarin. Il se manifestera pour eux à la fin du cycle, après leur défaite par les Goidels.
Le Sidh se situe sous terre ou par-delà une étendue d'eau (mers, lacs, fleuves). Manannan conduit son char sur les flots et dans les plaines, et son bateau se manœuvre seul. C’est la raison pour laquelle on en fait parfois un dieu marin protecteur des navigateurs ou, au contraire, naufrageur de navires, mais sa puissance le place au rang de Dagda et d'Ogme. Il est l’époux de Fand, fée du printemps, qui aura une aventure amoureuse avec le héros Cúchulainn.
Au nombre de ses pouvoirs, il faut insister sur les dons de métamorphose et d’ubiquité. Il possède l'art du féth fiada, le don ou voile d'invisibilité, notamment pour empêcher Cúchulainn de revoir Fand. Il est le père de nombreux enfants divins ou humains.
Il est le père de Niamh. Il aurait donné son nom à l'Île de Man. Le compilateur du Tochmarc Luaine a imaginé quatre Manannán, évhémérisés : 1) Manannán Mac Alloit, un druide des Túatha Dé Danann, dont le premier nom était Oirbsen, habitant Emain Ablach (assimilée à Aran), inhumé sous le Lac d’Oirbsen (d'Oirbsiu) ; 2) Manannán Mac Cirp, roi des Îles et de Man, qui vivait au temps du roi Conaire fils d’Etarscel ; 3) Manannán Mac Lir, marin qui faisait du commerce entre l’Irlande, Man et l’Écosse, honoré par les païens comme dieu et fils de la mer ; 4) Manannán Mac Athgnó (Athgnai) qui avait accueilli les Exilés d’Ulster durant seize années. Suivant le Glossaire de Cormac Manannán était « un célèbre marchand de l’île de Man, le meilleur pilote à l’Ouest de l’Europe.

## Spéculations sur les identités de Manannan Mac Lir
Manannan Mac Lir est un dieu transmarin et igné, qui n'a aucun rôle politique, sinon quand les Tuatha dé Danann se retirent dans les sidhe. L'Altram Da Medar le dit fils adoptif du Dagda : tous deux participent du Feu. Mais Aed Dagda est, lui, un acteur de la bataille de Mag Tured. Manannan règne sur les eaux qui mènent au Sidh, tout comme le dieu védique Varuna, garant de l'ordre et de la justice, règne sur les eaux primordiales. Mais contrairement à Varuna, Manannan est rayonnant et bienveillant. Lugh et Manannan sont tous deux issus de la cosmologie mais n'ont ni le même statut ni le même habitat.
Le gallois Manawydan Fab Llyr est comparable à Manannan Mac Lir, renforce cette idée que ces deux divinités n'en font qu'une. Dans le Mabinogi de Manawydan, le héros, accompagné de Pryderi fils de Pwyll, voyage de ville en ville, chassé de leur pays par une malédiction. Dans chaque ville, Manawydan est réduit à développer une activité artisanale. Celle-ci fait la jalousie des artisans locaux, qui chassent les deux héros, qui doivent s'établir ailleurs. Manawyddan Fab Llyr est un roi faible et dépossédé mais qui maîtrise l'agriculture et, par sa sagesse, conjure in fine les maléfices de son royaume. Socialement, c'est un roi nourricier (voir les fonctions tripartites indo-européennes de la société indo-européenne).
Manannan et Manawydan sont des épithètes : "le Mannois". Le nom originel de Manannan est Oirbsen (Oirbsiu). Manannan/Manawydan a un lien avec les eaux primordiales (Mac Lir/fab Llyr).
Il est intéressant de rapprocher Manannan Mac Lir des dieux Scandinaves Heimdallr, dieu créateur de la société humaine, et Ægir, dieu des océans. Heimdallr est d'ailleurs engendré par neuf vagues, qui sont les neuf filles ou épouses du dieu Ægir.

## Représentations dans la fiction
La légende de Manannan Mac Lir joue un rôle notable dans le film d'animation Le Chant de la mer réalisé par Tomm Moore en 2014.
Cité dans Ulysse de Joyce : « Elles viennent, les vagues, étalons marins aux blanches crinières, mâchant leurs mors sous les radieuses rênes des vents, coursiers de Mananaan. »